# Сливнишки герой (Сливница)
„Сливнишки герой“ е спортно дружество от град Сливница. Дружеството чества 85 години от създаването си на 7 ноември 2008 г.
Под името „Сливнишки герой“ има няколко клуба, развиващи следните спортове:
- Футбол # виж ФК Сливнишки герой (Сливница)
- Баскетбол – # виж БК Сливнишки герой (Сливница)
- Волейбол – # виж ВК Сливнишки герой (Сливница)
- Конен спорт – ЕК Сливнишки герой (Сливница)[1]
- Общински шахматен клуб Сливнишки герой (Сливница)

През 1998 година шахматисти от община Сливница създават независимо дружество (клуб) с нестопанска цел, с името Шахматен клуб „Сливнишки герой“ – Сливница.

## Баскетбол
Основите на баскетболната играта в Алдомировци се поставят приблизително в края на 60-те години. Играта е обяснена и демонстрирана от един учител от местното НОУ „Иван Вазов“, който впоследствие става треньор.
През 1958 година Данаил Кановски създава отбор по баскетбол в село Алдомировци. Макар и неспециалист треньорът учител е изключително запознат със същността и спецификата на играта. Също така е бил и изключително ерудирана и колоритна личност. В НОУ „Иван Вазов“ е преподавал география, анатомия, химия и рисуване. За него състезателките си спомнят, че не само е бил добър стратег, но и психолог и педагог. С помощта на своя колега и преподавател по физическо възпитание Григор Виденов, организират тренировъчния процес на отборите за пионери, пионерки и девойки младша възраст. Макар да се съществували мъжки и женски отбори в крайна сметка нежният пол се е оказал по-сериозен и способен и именно с него се свързват големите успехи на алдомировския баскетбол.

## Футбол
Футболният тим се състезава във В футболна група, играе срещите си на едноименния градски стадион. Най-добро класиране – 5-о място в Б „РФГ“ – сезон 1977/78.
Четвъртфиналист за купата на страната през 1976 и 2004 г.
Цветовете на клуба са бяло със синьо и червено райе и резервен екип синьо-бяло.

### Известни футболисти, играли в „Сливнишки герой“
- Лозан Лозанов
- Стефко Дерменджиев
- Димитър Диев
- Николай Зайков
- Борис Манолков
- Румен Апостолов
- Младен Василев
- Валентин Найденов
- Михаил Михайлов
- Манол Манолков
- Стефан Златков
- Иван Палийски
- Янко Димитров
- Мартин Зафиров
- Георги Антонов
- Юлиян Янакиев – „Джеката“
- Руслан Нацев – дългогодишен капитан на отбора

### Известни треньори
- Георги Милушев;
- Войн Войнов;
- Радослав Здравков;
- Венцислав Рангелов;
- Петър Малинов;
- Нешко Милованович;
- Румен Стоянов (настоящ);

## Шахмат
Шахматен клуб „Сливнишки герой“ е регистриран от инициативен комитет през 1998 г. по „Закона за лицата и семейството“ като клуб с нестопанска цел. През 2004 г. същият е включен в регистъра на Българска федерация по шахмат с регистрационен номер 1-077-031.

### Кратка история
В края на 70-те години на XX век в Сливница силно се развива ученическият шахмат. Това е школа, от която по-късно израстват първите шахматисти и любители на местно равнище. В края на 80-те години се оформя любителския шахмат в града. Провеждат се и първите градски състезания. Първенците в тях биват награждавани с участие в открити шахматни фестивали в страната.
Придобитите любителски умения постепенно се превръщат в професионални. Сформиран е професионален шахматен клуб към бившето дружество „Сливнишки герой“. Не закъсняват и първите успехи – челни места в окръжните състезания. Изявите по-късно продължават и на зонално ниво. Към края на 90-те години на XX век е първото участие на републиканско равнище.
Най-добро представяне на отбора е 6-о място на Републиканско отборно първенство през 1997 г. в гр. Разград.

### Постижения и класирания
| Година | Град         | Класиране  | Вид първенство                   |
| ------ | ------------ | ---------- | -------------------------------- |
| 2006   | Благоевград  | 2-ро място | Областно отборно първенство      |
| 2005   | Дупница      | 3-то място | Областно отборно първенство      |
| 2005   | Слънчев бряг | 13-о място | Държавно отборно първенство      |
| 2002   | Самоков      | 2-ро място | Областно отборно първенство      |
| 1999   | Благоевград  | 3-то място | Областно отборно първенство      |
| 1997   | Разград      | 6-о място  | Републиканско отборно първенство |
| 2004   | Белчин бани  | 1-во място | Областно отборно първенство      |

### Турнири, организирани от ШК „Сливнишки герой“
Шахматен клуб „Сливнишки герой“ Сливница, със съдействието на спонсори, организира станалия вече традиционен открит турнир по ускорен шахмат – Сливница Оупън. Турнирът се провежда всяка година в съботата преди Великден.